# Ильинка 1-я
Ильинка 1-я — деревня в Тульской области России.
В рамках административно-территориального устройства входит в Рига-Васильевский сельский округ Новомосковского района, в рамках организации местного самоуправления входит в муниципальное образование город Новомосковск со статусом городского округа.

## География
Расположена на левом берегу реки Маклец, на северо-западной границе города Новомосковска. Южнее, на правом берегу Маклеца находится деревня Ильинка 2-я.

## Население
| 2002 | 2010 |
| ---- | ---- |
| 196  | ↗221 |